# Prvi Tunel
Tunel i Parë en albanais et Prvi Tunel en serbe latin (en serbe cyrillique : Први Тунел) est une localité du Kosovo située dans la commune/municipalité de Mitrovicë/Kosovska Mitrovica et dans le district de Mitrovicë/Kosovska Mitrovica. Selon le recensement kosovar de 2011, elle compte 1 006 habitants.

## Démographie

### Évolution historique de la population dans la localité
| 1948 | 1953  | 1961  | 1971  | 1981  | 1991  | 2011  |
| ---- | ----- | ----- | ----- | ----- | ----- | ----- |
| 680  | 1 290 | 1 627 | 1 528 | 1 602 | 1 646 | 1 006 |

|  |

### Répartition de la population par nationalités (2011)
En 2011, les Albanais représentaient 99,20 % de la population.